# Гальфдан I (король Йорвіку)
Гальфдан I Рагнарсон (дан. Halfdan Ragnarsson; ? — 877) — король Йорвіку та Дубліну (як Алданн) у 875—877 роках.

## Життєпис

### Походи вікінгів
Один зі старших синів Рагнара Лодброка, конунга Данії. Про дату народження нічого невідомо. Замолоду став брати участь у походах батька. У 865 році після загибелі батька разом з братом Іваром очолив Велике поганське військо.
Разом з братом напав на королівство Східна Англія, перемігши короля Едмунда. Останній вимушений забезпечити данів Гальфдана і Івара харчами та конями. У 866 році суходолом рушили проти Нортумбрії. Тут у 867 році було переможено короля Еллу II, поставивши у північній частині королівства Егберта I.
Після цього з Іваром став збирати потугу в Нортумбрії задля підкорення інших англосаксонських королівств Британії. 867 року військо данів напало на королівство Мерсія, захопивши місто Ноттінгем, де перезимувало. За значну купу грошей Гальфдан з Іваром відвели військо до Нортумбрії.
У 869 році війська на чолі з Гальфданом та його братом атакували королівство Східна Англія, яке було переможено 870 року, а король Едмунд загинув. З цього часу дани зміцнилися й тут. У 870 році Івар перебрався до Ірландії, а Гальфдан став єдиним очільником війська вікінгів.
У 871 році Гальфдан рушив на допомогу Великого літнього війська на чолі із Багсекгом. Достеменно невідомо, чи брав участь Гальфдан у битві при Ешдауні 8 січня того ж року, в якій вікінги зазнали поразки від вессекського війська. Але вже 22 березня того ж року Гальфдан у битві при Мертоні (Гемпшир) завдав поразки королю Вессексу Етельреду I, якого було смертельно поранено й той помер за кілька тижнів у Вітчемптоні. У день його поховання у міському абатстві у Вімборні (Дорсет), вікінги застали зненацька непідготоване до битви військо вессекців і, розгромивши його, спустошили значну частину королівства. Тим не менш Гальфдан уклав перемир'я з Альфредом, новим королем Вессексу.
На чолі усього данського війська Гальфдан відійшов до Лондона, де перезимував у 871/872 роках. Тоді ж став карбувати власні монети. Навесні 872 року Гальфдан повернувся до Нортумбрії, де почалося повстання проти панування данів на чолі із Ріксігом. Останнього підтримала Мерсія. Втім, у війні проти обох суперників Гальфдан здобув перемогу: у 874 році повалив мерсійського короля Бурґреда, поставивши у західній частині Мерсії залежного від себе Кеолвульфа II (східна окупована данами); у 875 році переміг Ріксіга, встановивши зверхність над Берніцією.

### Король
У 875 році внаслідок успішних дій проти англських королівств Гальфдан значно зміцнив своє становище. Того ж року його обирають королем Йорвіку (на честь столиці в данів — колишня назва Еофервік). Разом з тим відмовився від влади над Східною Англією, де королем став Гутрум.
Того ж року рушив проти королівства Дубліна, пройшов переможно королівство Стратклайд, перемігши Руна ап Артгала, за цим завдав поразки Ейнстейну Олафсону, дублінському королю, який загинув. Втім, уже у 876 році Гальфдан повернувся до Йорвіку, де вперше розподілив землю між данами.
У 877 році почалося повстання в Дубліні, й Гальфдан I рушив до Ірландії через королівства Шотландія. Спочатку в битві Файф-Несс здобув перемогу над Костянтином I, проте у битві при Стренгфорд-Лох зазнав поразки та загинув. Після цього в королівстві Йорвік почалася боротьба за владу.